# Тетратенит
Тетратенит — самородный сплав железа и никеля. Наряду с камацитом, тенитом и антитенитом он является одним из четырёх составляющих минералов железных метеоритов, присутствующих также в сидеролитах и хондритах. Они также очень редко встречаются в земных породах.

## Этимология и история
Тетратенит был впервые обнаружен в образцах минералов метеорита Эстервиль, упавшего 10 мая 1879 года недалеко от одноимённого города в американском штате Айова. Минерал был впервые описан в 1980 году Роем С. Кларком-младшим и Эдвардом Р. Д. Скоттом, которые назвали его в честь его тетрагональной симметрии и химического сходства с тенитом (γ-(Fe, Ni)).
Типовой материал, то есть образцы минералов из типового местонахождения, выставлен в коллекции метеоритов в Национальном музее естественной истории в Вашингтоне, округ Колумбия, с каталожным номером 1025.

## Классификация
Действующее с 2001 года и обновленное Международной минералогической ассоциацией (IMA) в 2009 году 9-е издание «Систематика минералов Струнца» также помещает тетратенит в раздел «Металлы и интерметаллические соединения». Однако далее они подразделяются на металлы, преобладающие в соединении, которые были сгруппированы в семейства металлов в соответствии с их родственными свойствами. Тетратенит находится здесь в соответствии с его составом в подразделении «железо-хромовое семейство», где он образует «тенитовую группу» вместе с тенитом с системным номером № 1.AE.10.
Кроме того, систематика минералов по Дану, которая используется преимущественно в англоязычных странах, помещает тетратенит в класс и одноимённый раздел «элементов». Здесь он находится вместе с железом, камаситом, тенитом, аваруитом, никелем и вайрауитом в «Железо-никелевой группе» с системным номером № 01.01.11 в подразделе «Элементы: металлические элементы, отличные от платиновой группы».

### Отличия от похожих минералов
Тетратенит имеет сходные с тенитом свойства в отраженном свете: оба имеют кремовый цвет по сравнению с камацитом, который имеет белый цвет, и обладают одинаково высокими отражательной способностью и полировальной твёрдостью. Однако тетратенит при скрещённых полярных лучах проявляет анизотропию, а таенит — нет. Отчетливая анизотропия наблюдается в хорошо отполированных срезах многих метеоритов, но при плохой полировке эффект слабый или не наблюдаемый. Перегрев, как космический, так и земной, и ударная волна также могут уменьшать или устранять анизотропию. Тетратенит в масляной иммерсии, когда полярности лучей слегка не скрещены, демонстрирует слабые анизотропные цвета — голубовато-зеленый и коричневато-оранжевый.

## Состав
Рентгеноспектральный микроанализ выявил следующий эмпирический состав образцов минералов из 14 метеоритов для тетратенита по весу:
- Ni 48-57 %, ⌀ 51 %
- Fe 44-52 %, ⌀ 49 %
- Cu 0,ll-0,36 %, ⌀ 0,20 %
- Co <0,02-2,0 %, ⌀ 0,08 %
- P <0,01 %

При идеальном составе FeNi тетратенит содержит 48,76 % железа и 51,24 % никеля по массе, однако в качестве посторонних примесей минерал может содержать до 0,2 % меди, а также следовые количества кобальта и фосфора.

## Кристаллическая структура
Тетратенит изоструктурно кристаллизуется с тетрааурикупридом (CuAu) в тетрагональной кристаллографической группе P4/mmm (пространственная группа № 123) с параметрами решётки a = 2,53 Å и c = 3,58 Å, а также с одной формульной единицей (Z=1) на элементарную ячейку. Это также известно как структура L10.
Кристаллическая структура тетратенита состоит из двух примитивных тетрагональных элементарных ячеек, в 8 вершинах которых находятся атомы железа (Fe) или никеля (Ni). Эти две элементарные ячейки сдвинуты друг на друга на половину параметра решётки, так что получаются внутрицентрированные элементарные ячейки с Fe в углах и Ni в центре или, соответственно, наоборот, Ni в углах и Fe в центре. Предполагая, что Ni находится в центре, он окружен 8 Fe и 4 Ni в качестве ближайших соседей. Можно также сказать, что Ni координируется по Fe в 8 раз и по Ni в 4 раза.
Из-за небольших различий в атомных радиусах железа (140 пм) и никеля (135 пм) и регулярного расположения их в кристаллической решётке структура в целом сводится к тетрагональной симметрии, а не образует кубический твёрдый раствор замещения, как и следовало ожидать в случае кубически кристаллизующихся исходных металлов железа и никеля.
Однако в опубликованной в 1995 году работе о сверхструктуре тетратенита в метеорите Святого Северина авторы утверждали, что тетратенит может быть только метрически тетрагональным и что его структура на самом деле имеет ромбическую или моноклинную симметрию. Измеренные ими параметры решётки составляют a = 3581 (2) Å; b = 3582 (2) Å; c = 3587 (2) Å; α = 90,03 (3)°; β = 90,04 (3) ° и γ = 90,00 (3) °. Однако тетратенит в Сент-Северине не демонстрирует идеального порядка, но содержит в среднем 15 % нерегулярно расположенных атомов железа и никеля. Кроме того, измеренные константы решетки демонстрируют явную тенденцию к тетрагональной симметрии в пределах экспериментально возникающих погрешностей измерения.

## Магнитные свойства
Тетратенит обладает постоянной намагниченностью, в частности, высокой коэрцитивной силой. Теоретическое произведение магнитной энергии, максимальное количество накопленной магнитной энергии, составляет более 335 кДж/м3.

## Местонахождения
В настоящее время известно в общей сложности около 110 метеоритов (по состоянию на 2017 год), в которых был обнаружен тетратенит. Помимо своего типа, обнаруженного в Айове, метеорита Эстервил, тетратенит всё ещё можно найти в большем количестве метеоритов в различных штатах США, такие как Эмери, обнаруженный в Южной Дакоте в 1962 году, и Морристаун, обнаруженный в Теннесси в 1887 году.
Другие важные находки тетратенита в метеоритах:
- Германия
  - Хайнхольц, редкий мезосидерит А4, найденный в 1856 году в одноимённом районе современного Ганновера
  - Линум, поразивший Линум (Фербеллин) 5 сентября 1854 г
  - Майнц, хондрит L6, обнаруженный в 1852 году во время вспашки у внешней стены Майнца
  - Менов раскололся на две части, когда вошёл в атмосферу 7 октября 1862 года, одна из которых упала недалеко от Фюрстенберга/Хафеля, недалеко от района Менов, и её удалось найти. Другая часть утонула в озере
  - Пекельсхайм, диогенит, упавший 3 марта 1953 года в восточно-вестфальском городе Пекельсхайм
  - Вернигероде, найденный в 1970 году недалеко от одноимённого города
- Мексика
  - Буэнавентура, железный метеорит класса IIIAB, найденный недалеко от Сан-Буэнавентуры, Чиуауа, в 1969 году
  - Нуэво Меркурио, который взорвался 15 декабря 1978 года, ещё находясь в воздушном пространстве над штатом Сакатекас, на более чем 300 осколков, попавших недалеко от Нуэво Меркурио
  - Тустуак, павший недалеко от Тепечитлана (Сакатекас) 16 октября 1975 года
- Польша
  - Лович, один из четырёх известных мезосидеритов А3, которые обрушились на территорию вокруг Ловича 12 марта 1935 года в виде настоящего метеорного дождя из 58 камней общим весом 59 кг
  - Мораско, найденный 12 ноября 1914 года недалеко от одноимённой деревни в Великопольском воеводстве
- Франция
  - Энсисхейм, который обрушился на Энсисем в Эльзасе 16 ноября 1492 года и является одним из старейших зарегистрированных падений метеоритов в Европе
  - Сен-Северен, затонувший 27 июня 1968 года недалеко от одноимённого города в департаменте Шаранта

Другие метеориты, содержащие тетратенит, были обнаружены в Алжире (NWA 4801), Анголе (Эхоле), Антарктиде (Аллан-Хиллз), Аргентине (Малотас), Австралии (Тенхэм), Бангладеш (Бхола, Патвар), Бразилии (Риу-ду-Пирес, Парамбу, Ипиранга, Висенсия, Санта-Катарина, Авангандава и другие, Буритисал, Сан-Жозе-ду-Риу-Прету), Буркина-Фасо (Биланга), Чили (Имилак, Вака Муэрта), Финляндия (Бьюрболе), Индия (Бишунпур), Индонезия (Нгави), Иран (Верамин), Ирландия (Лимерик), Италия (Альфианелло, Трензано, Вигарано), Япония (Кесен), Йемен (Кайдун), Камерун (Галим), Канада (Бентон), Казахстан (Ефремовка), Марокко (Хенег Джуад), Нидерланды (Уден), Оман (Дофар 225), Россия (Будулан, Чинга, Красноярск, Марджалахти, Сеймчан, Очанск), Сербия (Елица, Соко-Баня), Испании (Бареа, Гуаренья, Оливенца, Сена), Чехии (Тишиц), Турции (Дидим), Украины (Еленовка, Крымка, Жовтневый), а также Соединенного Королевства (Эппли Бридж, Барвелл, Боведи, Уолд Коттедж).
В наземных породах металлическое никелевое железо встречается очень редко, так как оно образуется только в присутствии сильных восстановителей, таких как водород (H2) и углерод (C). Такая среда встречается, например, в серпентинизированных перидотитах и в вулканитах, имеющие в составе углеродсодержащие включения.
Среди чрезвычайно редких чисто земных находок тетратенита — офиолитовое никелесодержащее магнетитовое рудное тело в тектонической пограничной зоне Индия—Мьянма на северо-востоке Индии.

## Образование
Типичными сопутствующими минералами метеоритов являются камасит, троилит и тенит, а также различные силикаты.
Эксперименты по нагреву, проведённые Альбертсеном и др., показали, что тетратенит может быть разупорядочен путём нагревания при 460°С в течение 10 часов. Для синтетического FeNi была получена температура упорядочения 320°С. Наблюдения за распределением тетратенита показывают, что упорядочение FeNi образуется при таких низких температурах в процессе медленного охлаждения. Обилие тетратенита примерно обратно коррелирует со скоростью охлаждения метеорита. Например, в мезосидеритах, которые имеют самые медленные скорости охлаждения 0,1 °С/млн.лет, металл состоит в основном из тетратенита и камацита. Камацит и тетратенит являются стабильными фазами для металлов метеоритного состава Fe-Ni при температурах ниже 300°С.
Однако исследования земного тетратенита из Индии показали, что минерал образуется в результате гидротермального изменения железомагнезиальных минералов группы оливина и пироксена и ставит под вопрос старую концепцию образования тетратенита исключительно в результате чрезвычайно медленного охлаждения таенита в метеоритах. Железо и никель высвободились из силикатов и осаждались в виде сплава Fe-Ni при низкой температуре в крайне восстановительных условиях с недостатком серы.

### Искусственное получение
Первые эксперименты по синтезу тетратенита показали, что он синтезировался только в ядерных реакторах и ускорителях электронов при температурах, близких к 320°С.Однако для синтеза упорядоченного FeNi без облучения может не потребоваться слишком медленная скорость охлаждения метеоритов. Для метеоритного металла, объёмный состав Ni в котором составляет ~5-30 %, определяющим фактором скорости роста тетратенита, вероятно, является диффузия Ni через камацит и тенит, а не упорядочение Fe и Ni.

## Применение
Природный тетратенит из-за своей редкости не может быть применён в сколь значимых промышленных масштабах. Однако последние исследования показали, что в будущем при производстве электроники из-за своих магнитных свойств он может быть заменой редкоземельных металлов, таких как самарий, неодим и празеодим. Несмотря на большую сложность синтеза были сообщения о первых успешных попытках синтеза тетратенита.
Лабораторный протокол промышленного синтеза, анонсированный в 2022 году, заключается в смешивании железа, никеля и фосфора (иногда с добавлением углерода) в определённых количествах и выплавке смеси с образованием тетратенита в объёмных количествах за считанные секунды. Это открытие, объявленное в 2022 году, вселяет надежду на то, что некоторые технологии, которые в настоящее время требуют использования магнитных сплавов, содержащих редкоземельные металлы, могут быть достижимы с использованием магнитов, изготовленных из тетратенита, в качестве альтернативы, что уменьшило бы зависимость от токсичных, вредных для окружающей среды редкоземельных рудников.
Образование тетратенита в промышленно осуществимые сроки также ставит новые вопросы в интерпретации его образования в метеоритах и связанных с ними скоростей охлаждения.